# Röjan (by)
Röjan är en by i Rätans distrikt (Rätans socken) i Bergs kommun, belägen längs Inlandsbanan. Genom byn går länsväg 315 och den lilla älven Röjan. 
Byn anlades under 1920-talet i samband med bygget av Inlandsbanan. Stationshuset invigdes i slutet av juli 1919 och Inlandsbanans sträckning Brunflo - Sveg öppnades för trafik här 21 september 1922. Stationshuset fyller 100 år 2019 vilket också räknas som byn Röjans 100-årsdag. Byns blomstringstid var under 1940 till början av 1960-talet. Byn var då en trafikknutpunkt för post, busstrafik och tåg. Från järnvägsstationen utgick Statens Järnvägars, SJ:s bussar mot Härjedalen (Hede Funäsdalen) och Västernorrland (Ånge). I byn fanns då hotell, post, flera affärer, bagerier, smedja mm. I samband med nedläggningen av trafiken längs Inlandsbanan avfolkades också byn. 2007 bodde endast ett 20-tal bofasta kvar. 2016 var antalet fast boende nere i elva personer men tack vare inflyttade nysvenskar så ökade antalet fastboende igen och i maj 2024 var antalet fastboende uppe i 20 stycken. 
En stor del av bostadshusen används idag som fritidshus. År 2012 började järnvägsstationen åter användas av Skistar och IBAB, Inlandsbanan AB, för omstigning mellan nattåg från Stockholm, Göteborg och Malmö och buss till skidorter i Klövsjö- och Vemdalenområdet.
Öster om byn ligger naturreservatet Röjan.

## Bilder

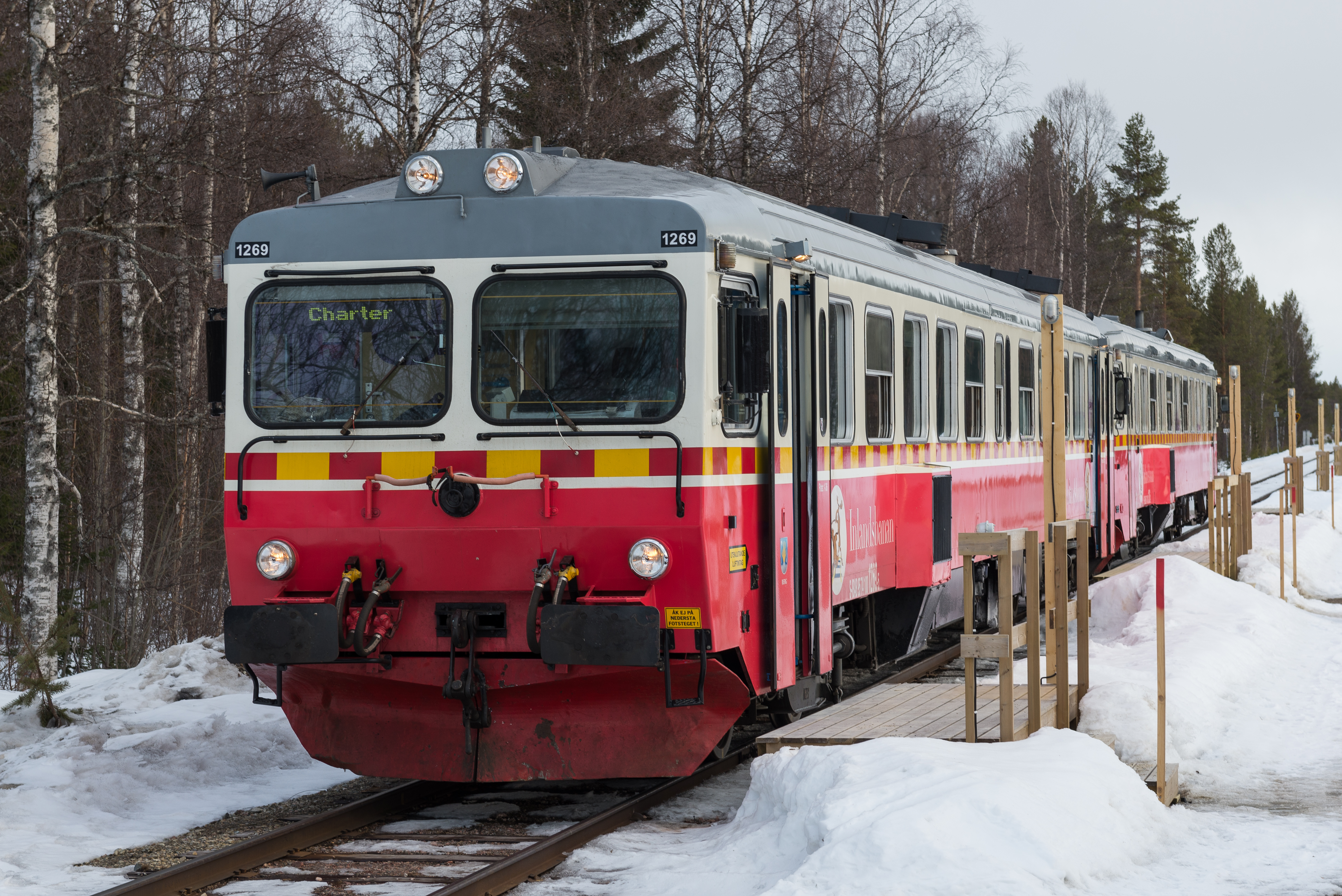
Y1-tåg på Inlandsbanan vid Röjan.
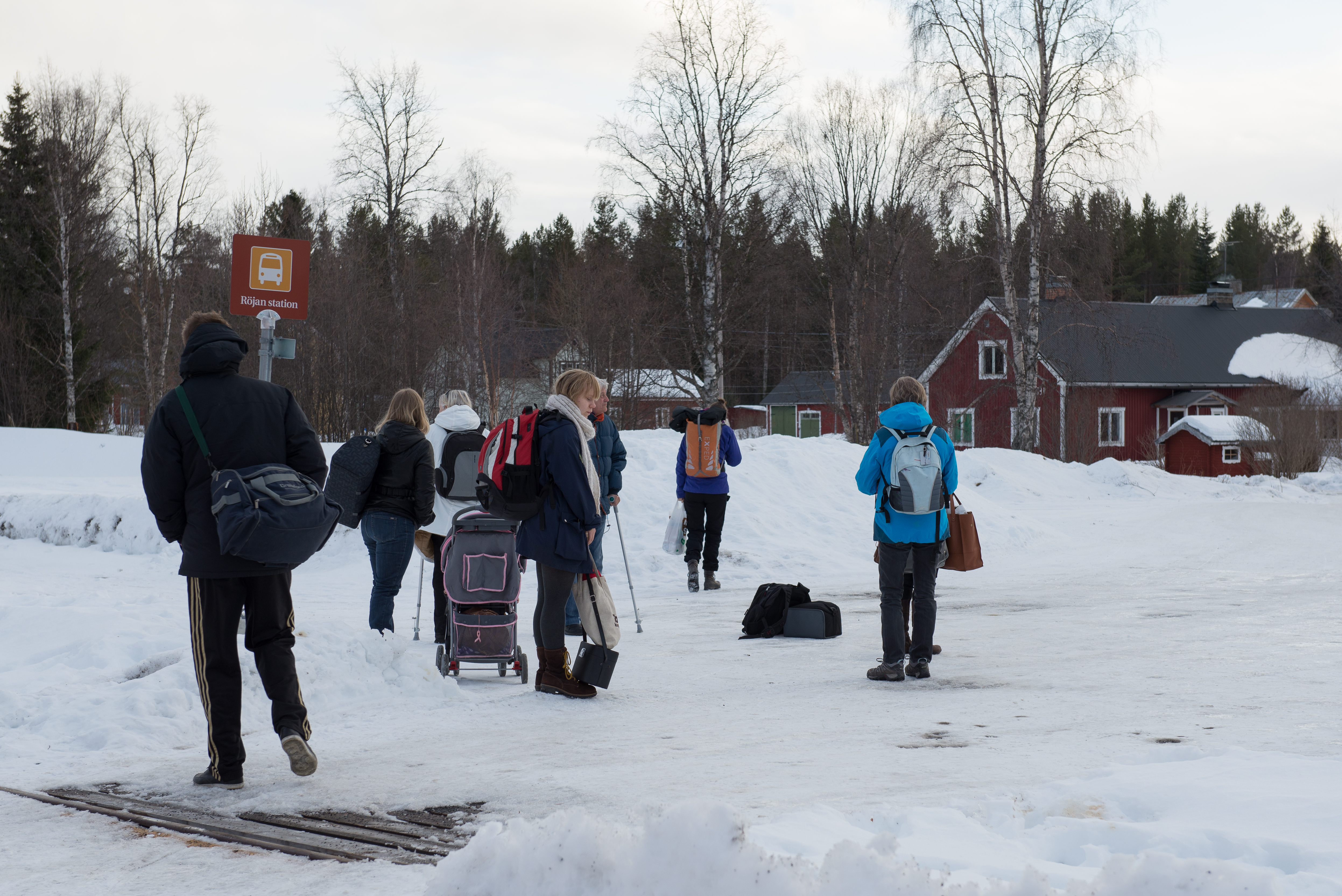
Passagerare från Inlandsbanan väntar på buss vid Röjan.